# Coronel Weliton
Weliton Virgílio Pereira (Vitória, 20 de abril de 1967) é um militar e político brasileiro, filiado ao Partido Trabalhista Brasileiro (PTB). É deputado estadual do Espírito Santo.

## Política
Na eleição municipal de Iúna em 2016 concorreu ao cargo de prefeito, eleito com 6.969 votos (44,90%).
Em 2020, tentou a reeleição, mas sem sucesso. Obteve 6.525 votos (44,08%).
Já nas eleições de 2022, foi eleito deputado estadual de Minas Gerais com 12.176 votos (0,58% dos votos válidos).

## Desempenho Eleitoral
| Ano  | Eleição                     | Partido | Cargo             | Votos  | %      | Resultado  | Ref   |
| ---- | --------------------------- | ------- | ----------------- | ------ | ------ | ---------- | ----- |
| 2016 | Municipal de Iúna           | PV      | Prefeito          | 6.969  | 44,90% | Eleito     | [ 4 ] |
| 2020 | Municipal de Iúna           | PV      | Prefeito          | 6.525  | 44,08% | Não Eleito | [ 5 ] |
| 2022 | Estaduais em Espírito Santo | PTB     | Deputado Estadual | 12.176 | 0,58%  | Eleito     | [ 6 ] |